# Václav Talich
Václav Talich (Kroměříž, 28 maggio 1883 – Beroun, 16 marzo 1961) è stato un direttore d'orchestra e violinista ceco.

## Biografia
Nato in Moravia iniziò la sua carriera come violinista in un'orchestra di studenti a Klatovy. Dal 1897 al 1903 studiò violino con Otakar Ševčík al Conservatorio di Praga e successivamente divenne primo violino della Filarmonica di Berlino per la stagione 1903–1904. Rimase così affascinato dal direttore capo Arthur Nikisch che decise di diventare un direttore d'orchestra, studiando direzione con Nikisch a Lipsia. La sua prima esperienza come direttore fu a Tbilisi nel 1906 per poi passare a Lubiana con l'Orchestra Filarmonica Slovena. Si spostò poi a Plzeň, dove diresse opere liriche dal 1912 al 1915. Dal 1915 al 1918 occupò il posto di violista nel Bohemian Quartet (successivamente chiamato Czech Quartet).

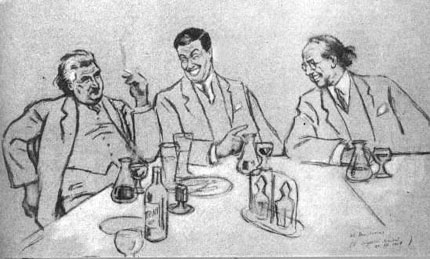
Caricatura di Josef Suk, Václav Talich e Vítězslav Novák di Hugo Boettinger

La carriera di Talich con l'Orchestra Filarmonica Ceca ebbe inizio il 30 ottobre 1918 quando diresse la prima del poema sinfonico Zrání di Josef Suk. Dal 1919 al 1941 fu il direttore principale dell'orchestra, portandone il prestigio a livello mondiale, realizzando numerose tournée e registrando musica ceca per la EMI. Contemporaneamente fu direttore principale della Scottish National Orchestra nella stagione 1926–27, e dell'Orchestra Filarmonica Reale a Stoccolma dal 1926 al 1936. Nel 1935 venne nominato capo amministratore dell'opera al Teatro Nazionale di Praga, dove propose opere di Leoš Janáček, alcune delle quali in prima esecuzione. Nel 1944 venne esautorato dalla posizione occupata al Teatro Nazionale da parte del regime nazista.
Dopo la guerra, Talich venne arrestato dai comunisti ed accusato di collaborazionismo con la Germania. Le accuse risultarono false e nel 1946 fondò l'Orchestra da camera Ceca, con studenti del conservatorio di Praga. Quando nel 1948 all'orchestra venne ordinato, dal regime, di scegliersi in diverso direttore o di sciogliersi, venne deciso lo scioglimento. Talich fondò allora l'Orchestra Filarmonica Slovacca a Bratislava, dirigendola fino al 1952. Gli venne anche concesso di riprendere la collaborazione con l'Orchestra Filarmonica Ceca, dando la sua ultima esibizione pubblica nel novembre 1954, anche se fece poi registrazioni e trasmissioni con essa fino al 1956. Nel 1957 venne proclamato artista nazionale, il più alto riconoscimento in Cecoslovacchia.
Particolarmente famoso per l'interpretazione di musiche di autori cechi come Antonín Dvořák, Bedřich Smetana e Josef Suk, Talich inserì anche le opere di Leoš Janáček nel repertorio classico. Talich fu anche un ottimo insegnante ed ebbe tra i suoi allievi Karel Ančerl, Jaroslav Krombholc, Charles Mackerras, Ladislav Slovák, Ivan Romanoff e Milan Munclinger.